# TOI-3261 b
TOI-3261 b est une exoplanète de type Neptune chaud en orbite autour de TOI-3261, à 979 années-lumière de la Terre.

## Découverte
TOI-3261 b a été découverte par Emma Nabbie, astronome à l'université de Southern Queensland, et ses collègues. Cette découverte a été annoncée en 2024.

## Description
TOI-3261 b est en orbite autour de TOI-3261, une étoile de type K qui se trouve à 979 années-lumière de la Terre[réf. souhaitée].
Sa masse est de 30,3+2,2
 −2,4 masses terrestres, environ le double des géantes de glaces du système solaire (Uranus et Neptune). Son rayon est de 3,82+0,42
 −0,35 rayons terrestres, comparable à celui des géantes de glaces du système solaire.
Elle se trouve à 0,01714 unité astronomique de son étoile, dont elle met 0,9 jour pour faire le tour. TOI-3261 b est en conséquence une exoplanète de type Neptune chaud à période de révolution ultra-courte. Elle se situe dans le désert des Neptune chauds.